# 오전

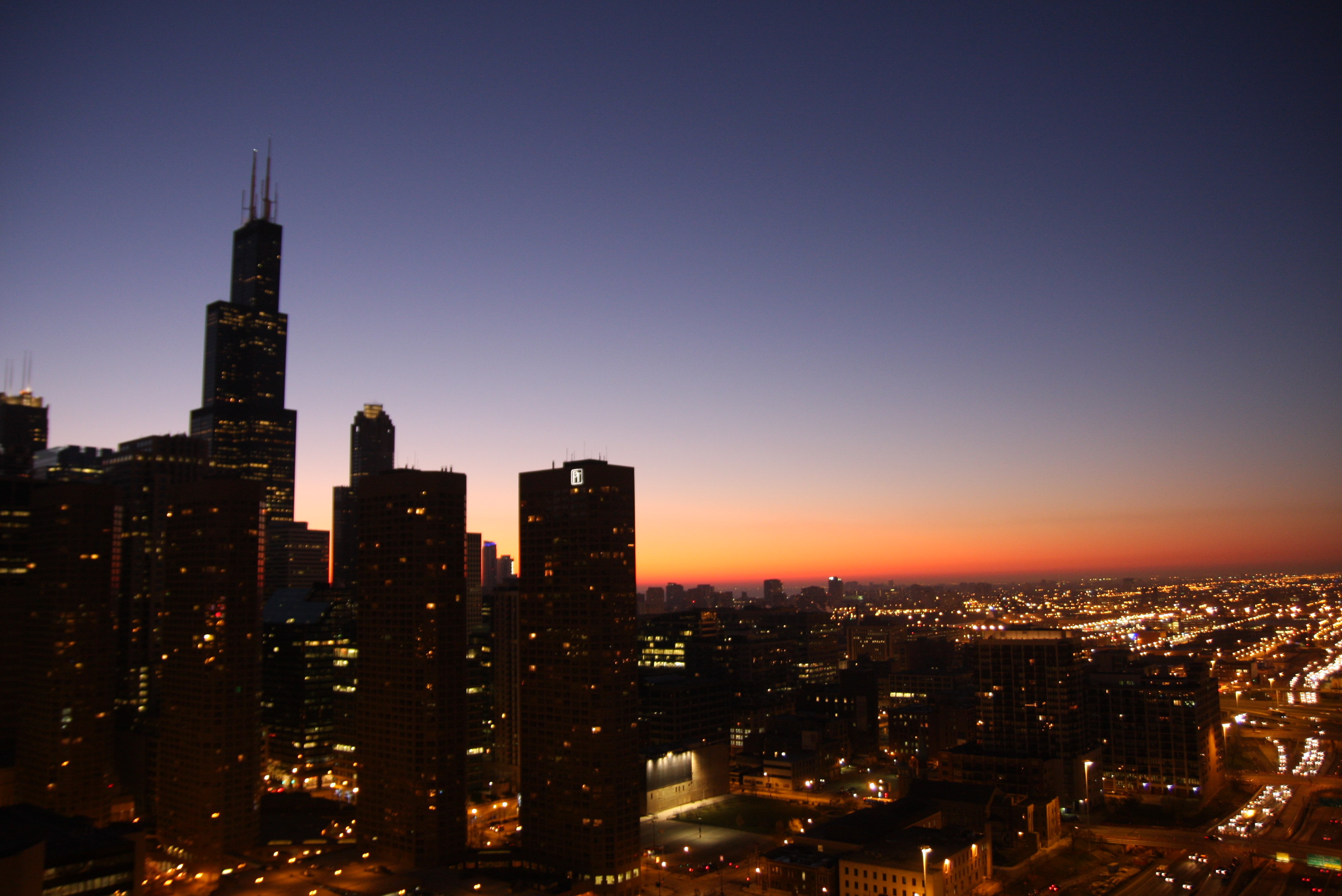
미국 시카고의 오전4시

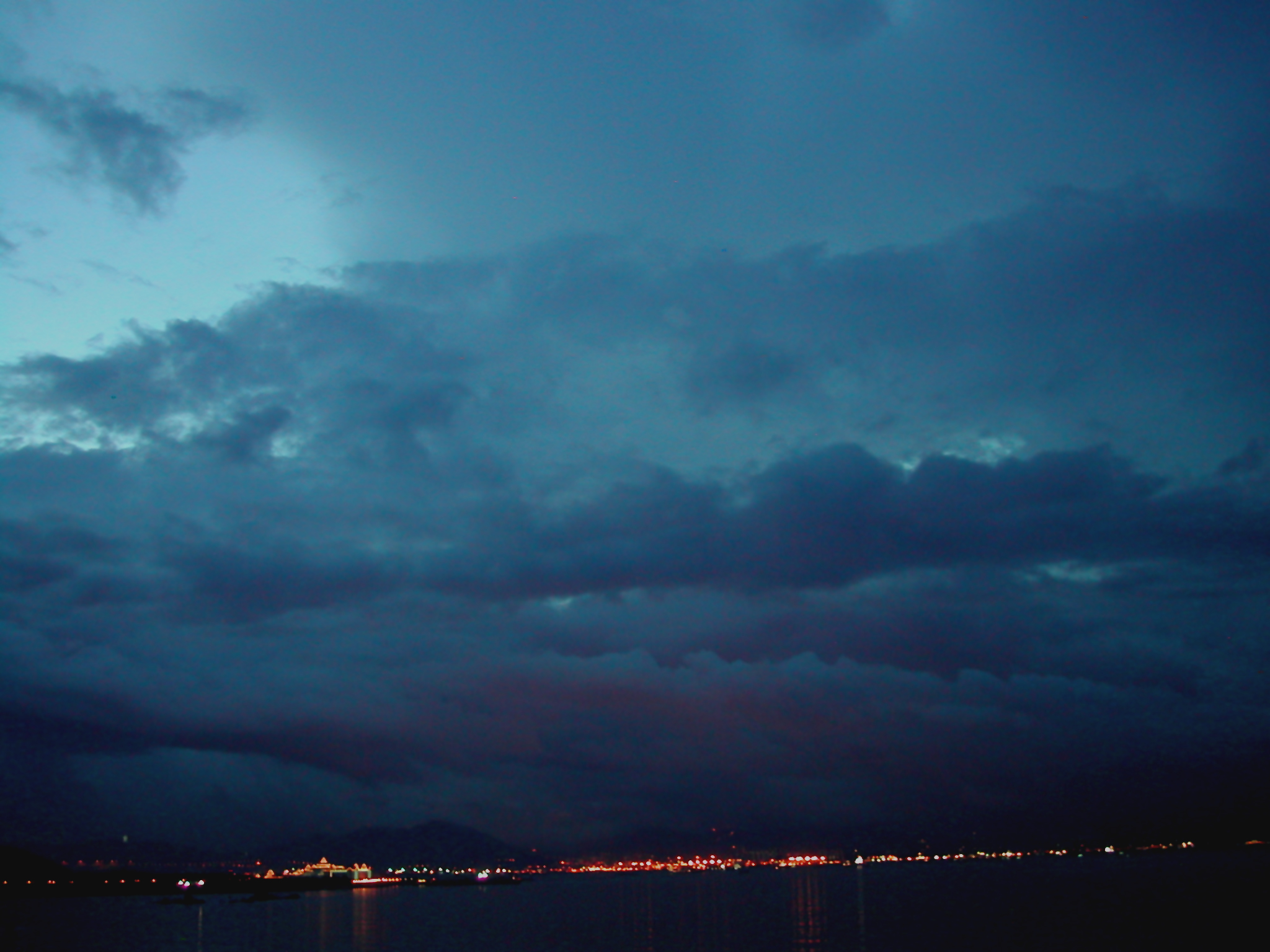
홍콩의 오전4시 30분

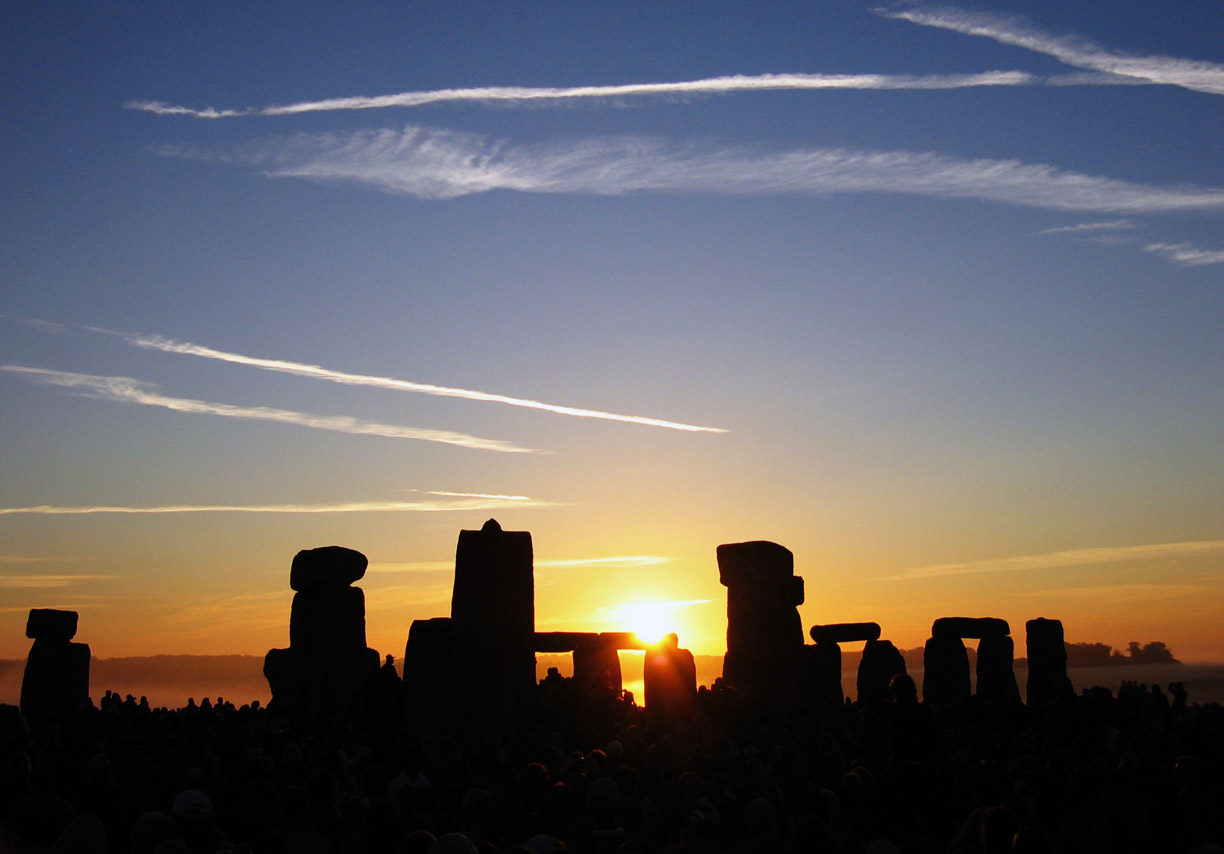
여름에 영국에서 비치는 거석군의 오전5시

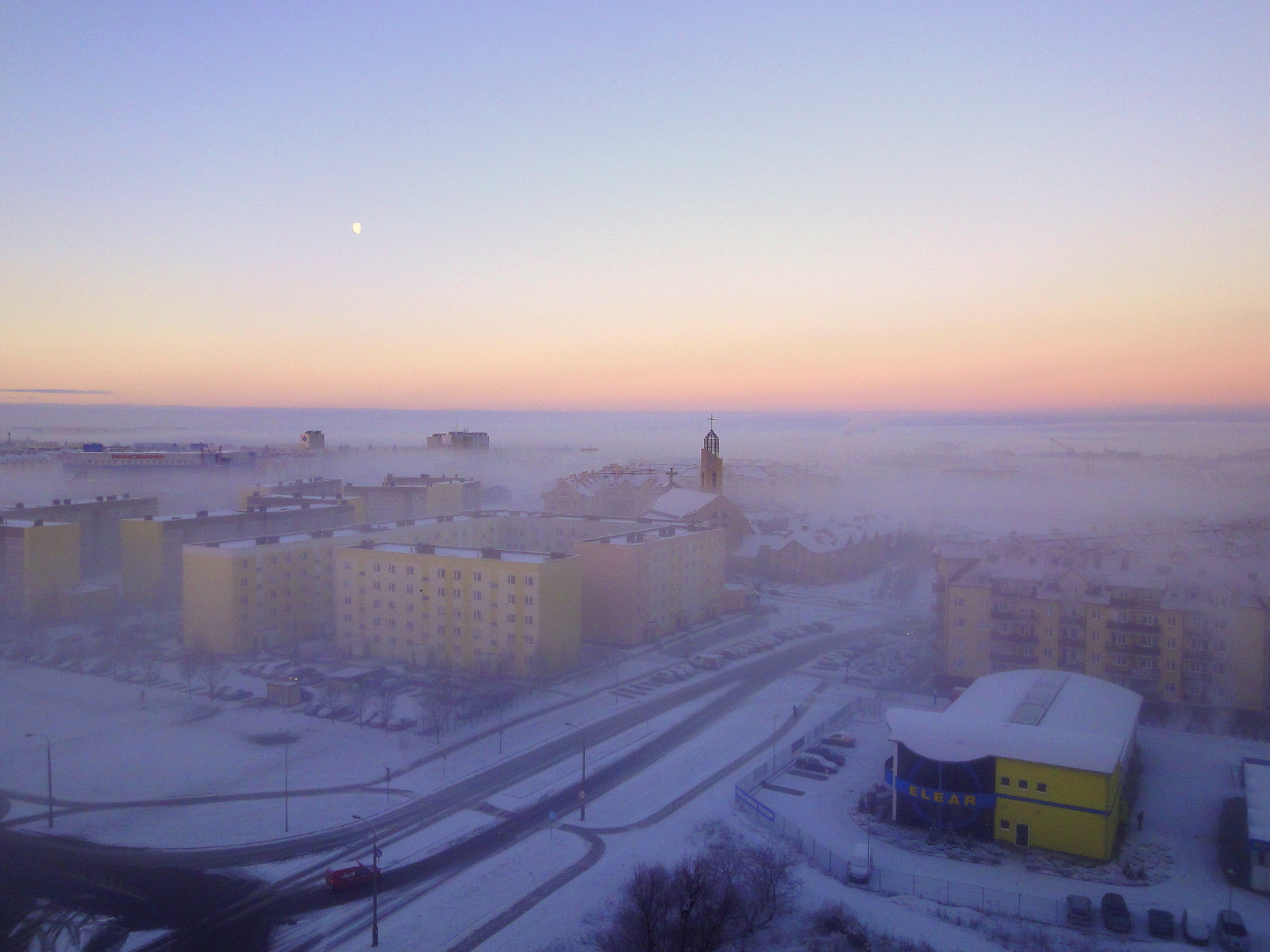
폴란드의 오전5시 10분

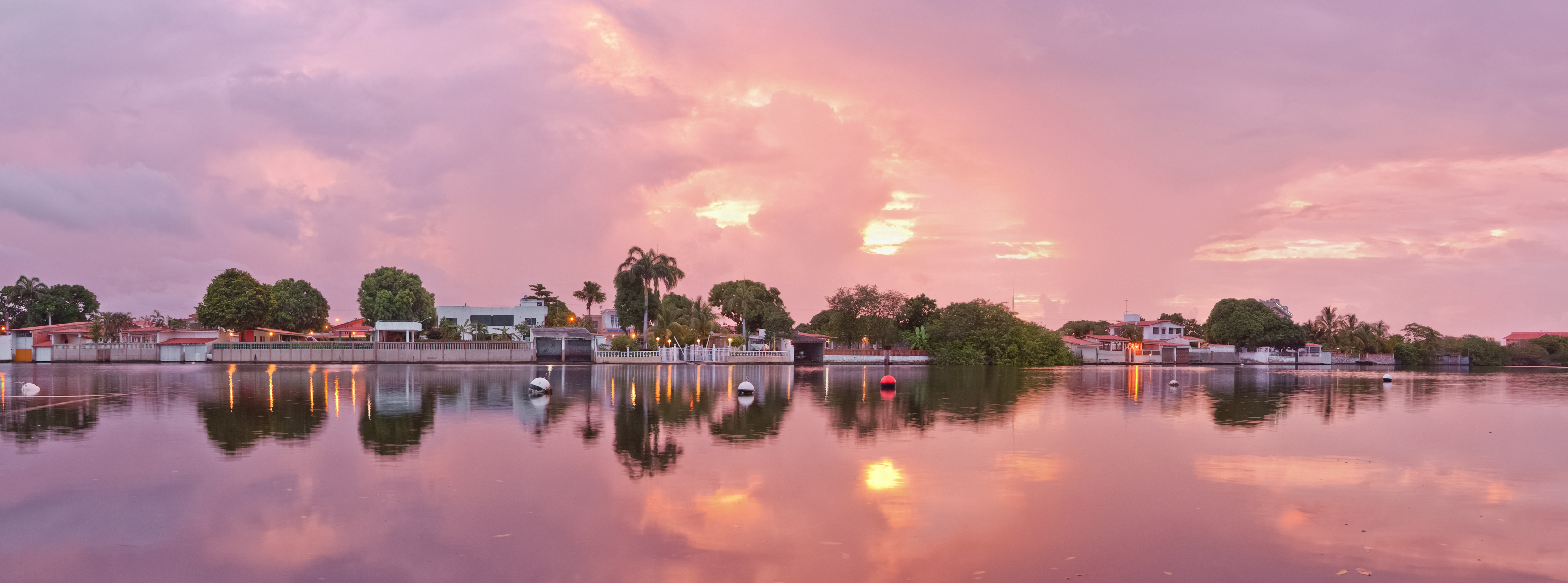
베네수엘라의 오전5시 40분

오전(午前; 문화어: 낮전) 또는 상오(上午)는 0시(자정)부터 12시(정오)까지의 시간이다. 오전의 영어는 정식으로는 a.m., ㏂(U+33C2), AM이고, 황금시간대로는 Forenoon이다.

## 같이 보기
- 정오
- 오후
- 자정